# Lejre
Lejre – miasto w Danii, w regionie Zelandia, w gminie Lejre.
W mieście jest stacja kolejowa Lejre.